# Garfield 2
Série
Garfield
(2004)
Pour plus de détails, voir Fiche technique et Distribution.
Garfield 2, ou Garfield : Pacha royal au Québec (Garfield: A Tail of Two Kitties), est un film d'animation et en prise de vues réelles américano-britanno-irlandais réalisé par Tim Hill, sorti en 2006.
Il fait suite au film Garfield, le film, sorti en 2004.
Le scénario est inspiré de l'histoire Le Prince et le Pauvre (The Prince and the Pauper) de Mark Twain. Le titre original fait référence au titre du roman Le Conte de deux cités (A Tale of Two Cities) de Charles Dickens.

## Synopsis
Deux ans après les événements du premier film, Jon Arbuckle prévoit de faire sa demande en mariage à sa petite amie, la vétérinaire, la Dr Liz Wilson, qui part en voyage d'affaires à Londres. Jon suit Liz au Royaume-Uni comme une surprise ; après s'être échappé d'un chenil, les animaux de compagnie de Jon, Garfield et Odie, se faufilent dans les bagages de Jon et le rejoignent dans le voyage. Garfield et Odie sortent de la chambre de l'hôtel qu'ils visitent à cause de l'ennui et se perdent ensuite dans les rues de Londres.
Pendant ce temps, au château de Carlyle dans la campagne anglaise, les avocats, M. Hobbs, M. Greene et Mme Whitney annonce que selon le testament de Lady Eleanor Carlyle, Elle lègue le château de Carlyle à  prince XII, son chat bien-aimé qui vit une vie de luxe, et qui ressemble comme deux gouttes d'eau à Garfield. Cela met en colère le neveu avide et sadique d’Eleanor Carlyle, Lord Manfred Dargis, qui n'héritera désormais du grand domaine qu'une fois que le prince mourra. Dargis piège Prince dans un panier de pique-nique et le jette dans la rivière. Jon trouve Prince en train de sortir d'une bouche d’égout et l'emmène à l'hôtel après l'avoir pris pour Garfield, tandis que le majordome de Prince, Smithee, trouve Garfield dans la rue et l'emmène au château de Carlyle après l'avoir pris pour Prince.
Dans le grand domaine, Garfield reçoit beaucoup de traitement spécial de la part des adeptes des animaux de ferme de Smithee et de Prince dirigés par son fidèle majordome le bouledogue, Winston, qui convainc ses compagnons de tolérer et de protéger Garfield afin d'empêcher Dargis de mettre la main sur le domaine, qu'il prévoit de transformer en centre de villégiature en démolissant la région et en les abattant tous. Avec la présence de Garfield, Dargis pense que Prince est revenu et craint que les avocats ne signent pas la succession pour lui. Il fait de nombreuses tentatives pour se débarrasser de Garfield, mais échoue à chaque fois en raison de l'interférence des animaux. Garfield se lie d'amitié avec les animaux et leur apprend à faire des lasagnes, tandis que Prince apprend à être un animal de compagnie ordinaire. Bien qu'ils apprécient tous les deux leur nouveau mode de vie, ils commencent bientôt à manquer leur ancienne vie, Garfield surtout après avoir entendu les animaux se plaindre de son attitude lobby et égoïste. Finalement, Garfield et Prince se rencontrent face à face après avoir tous deux tenté de retourner à leur ancienne vie. Garfield, ayant compris ce qui est en jeu pour Prince et ses sujets, les convainc de l'aider à vaincre Dargis. Jon et Odie découvrent la confusion et se rendent au château, que Liz visite par hasard.
Garfield et Prince se moquent de Dargis, dont le plan est exposé, et le duo est vu par les avocats. Un Dargis armé d'une arbalète, menaçant les avocats s'ils ne signent pas la succession pour lui tout en prenant Liz en otage. Jon, armé d'une arbalète, tente de forcer Dargis à libérer Liz, mais Dargis menace de l'assassiner pour s'être impliqué en premier lieu. Garfield et Prince parviennent à le vaincre alors que Smithee alerte les autorités, et Dargis est arrêté. Garfield, qui avait essayé d'empêcher Jon de demander en mariage à Liz, change d'avis : il aide Jon à demander en mariage à Liz et elle accepte.

## Fiche technique
- Titre original : Garfield: A Tale of Two Kitties
- Titre français : Garfield 2
- Titre québécois : Garfield : Pacha royal
- Réalisation : Tim Hill
- Scénario : Joel Cohen et Alec Sokolow, d'après les personnages de la bande dessinée de Jim Davis
- Musique : Christophe Beck
- Direction artistique : Louis M. Mann et Brian Ollman
- Décors : Tony Burrough
- Costumes : Francine Jamison-Tanchuck
- Photographie :  Peter Lyons Collister
- Son : David MacMillan, Tony Dawe
- Montage : Peter S. Elliot
- Production : John Davis

Production déléguée : Michele Imperato, Brian Manis et Neil A. Machlis
- Sociétés de production[2] :
  - États-Unis : Davis Entertainment et Twentieth Century Fox Animation, réalisé en association avec Dune Entertainment, avec la participation de Twentieth Century Fox
  - Royaume-Uni : produit en collaboration avec Ingenious Film Partners
- Distribution :
  - États-Unis : Twentieth Century Fox
  - France : Twentieth Century Fox France
  - Suisse : Fox-Warner
- Budget : 60 millions de $[3]
- Pays d'origine :  États-Unis,  Royaume-Uni,  Irlande
- Langue originale : anglais
- Format[4] : couleur (DeLuxe) - 35 mm / D-Cinema - 1,85:1 (Panavision) - son DTS | Dolby Digital | Dolby Digital (Dolby 5.1) | Dolby
- Genre : comédie, aventures, animation
- Durée : 82 minutes
- Dates de sortie[5] :
  - États-Unis, Québec[6] : 16 juin 2006
  - France, Suisse romande[7] : 19 juillet 2006
  - Royaume-Uni, Irlande : 21 juillet 2006
  - Belgique : 16 août 2006
- Classification[8] :
  -  États-Unis : Certaines scènes peuvent heurter les enfants - Accord parental souhaitable (PG - Parental Guidance Suggested)[Note 1].
  -  Royaume-Uni : Pour un public de 4 ans et plus (U - Universal - Suitable for all)[9].
  -  Irlande : Tous publics (G – General: Suitable for all).
  -  France : Tous publics (visa d'exploitation no 115304 délivré le 10 juillet 2006)[10] (Conseillé à partir de 8 ans)[11].

## Distribution

### Voix originales
- Bill Murray : Garfield
- Tim Curry : Prince
- Greg Ellis : Nigel, un furet
- Bob Hoskins : Winston, un bulldog anglais
- Vinnie Jones : Rommel, un rottweiler
- Joe Pasquale : Claudius, un rat
- Sharon Osbourne : Christophe, une oie
- Rhys Ifans : McBunny, un lièvre belge
- Richard E. Grant : Preston, un ara rouge
- Roscoe Lee Browne : le narrateur

### Voix françaises
- Sébastien Cauet : Garfield
- Emmanuel Curtil : Prince
- Jérôme Pauwels : Nigel
- Roger Lumont : Winston
- Marc Alfos : Rommel
- Patrice Dozier : Claudius
- Jean-Claude Donda : Christophe
- Christophe Lemoine : McBunny
- Gérard Surugue : Preston

### Voix québécoises
- Patrick Huard : Garfield
- Denis Mercier : Prince
- Martin Watier : Nigel
- Hubert Gagnon : Winston
- Jean-Luc Montminy : Rommel
- Gilbert Lachance : Claudius
- Valérie Gagné : Christophe
- Bernard Fortin : McBunny
- Daniel Picard : Preston

### Apparitions en prises de vues réelles
- Breckin Meyer (VF : Alexis Victor ; VQ : Louis-Philippe Dandenault) : Jon Arbuckle
- Jennifer Love Hewitt (VF : Virginie Efira ; VQ : Aline Pinsonneault) : Dr Liz Wilson
- Billy Connolly (VF : Gabriel Le Doze ; VQ : Vincent Davy) : Lord Manfred Dargis
- Lucy Davis (VF : Marie-Laure Dougnac ; VQ : Manon Arsenault) : Abby Westminster
- Ian Abercrombie (VF : Luc Ritz ; VQ : Marc Bellier) : Smithee
- Roger Rees (VF : Pierre Laurent ; VQ : Carl Béchard) : M. Hobbs
- Jane Carr : Mme Whitney, une avocate
- Oliver Muirhead : M. Greene, un avocat
- Ben Falcone : touriste américain
- J. B. Blanc : le porteur à l'hôtel à Londres

 Source et légende : version française (VF) sur RS Doublage et AlloDoublage

## Générique du film
- Pump It - The Black Eyed Peas

## Accueil

### Box-office
- France : 1 232 076 entrées[3]
- Recettes  États-Unis : 28 426 747 $[3]
- Recettes  mondiales : 141 435 917 $[3]

## Distinctions
Entre 2006 et 2007, Garfield 2 a été sélectionné 4 fois dans diverses catégories et n'a remporté aucune récompense,.

### Nominations
- The Stinkers Bad Movie Awards 2006 :
  - Film de famille le plus grossier,
  - Pire film d'animation.
- Prix Razzie 2007[14],[15] :
  - Pire préquelle ou suite,
  - Pire excuse pour un divertissement familial.